# Maria vom Rosenkranz (Świętochłowice-Chropaczów)

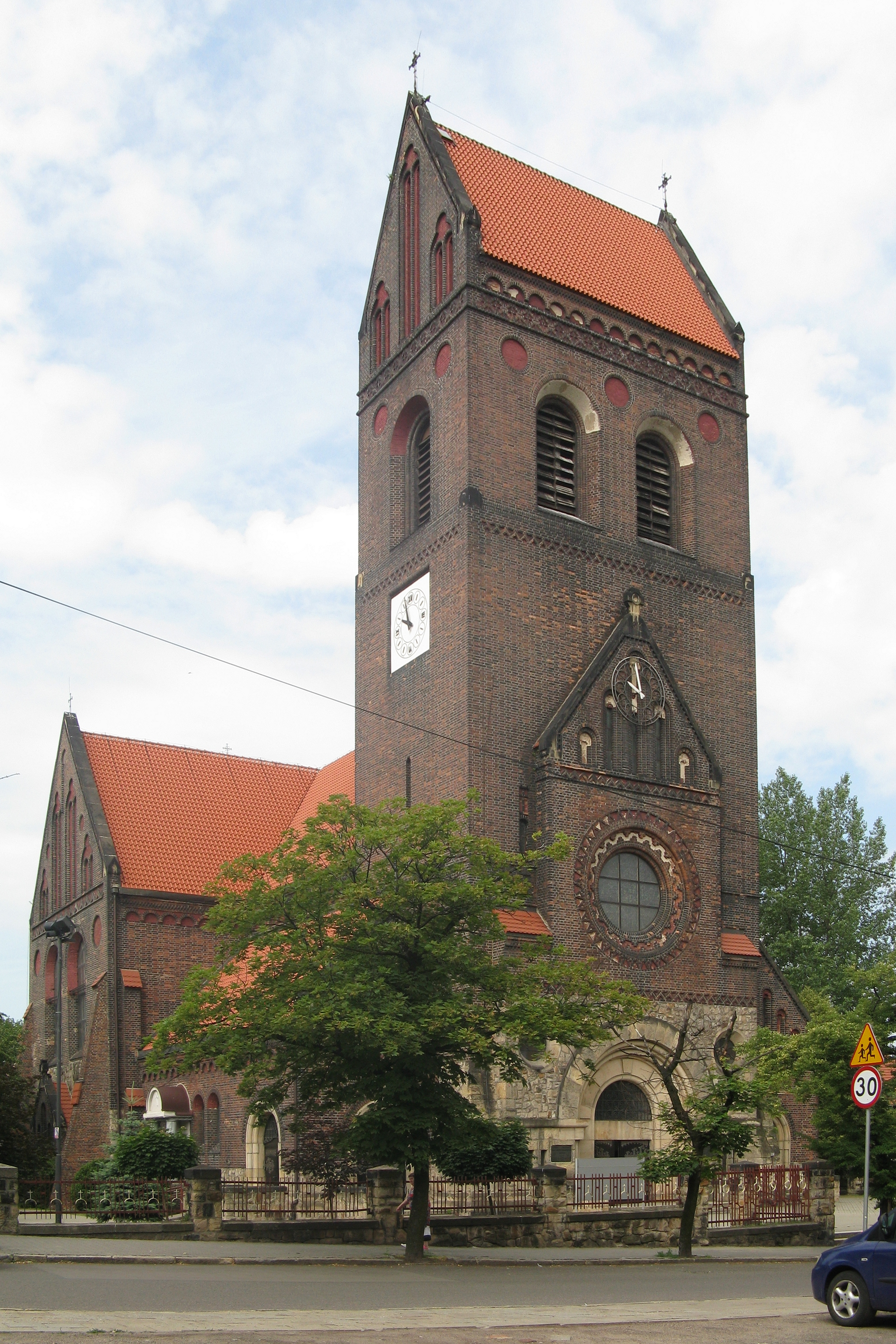
St. Maria vom Rosenkranz

Die Kirche Maria vom Rosenkranz (polnisch Kościół Matki Bożej Różańcowej) ist die römisch-katholische Pfarrkirche von Chropaczów, einem Stadtteil von Świętochłowice in Polen.

## Lage
Die Kirche ist nicht orientiert und steht an der ul. Armii Ludowej 11.
Koordinaten: 50° 18′ 45,3″ N, 18° 54′ 36,6″ O

## Geschichte

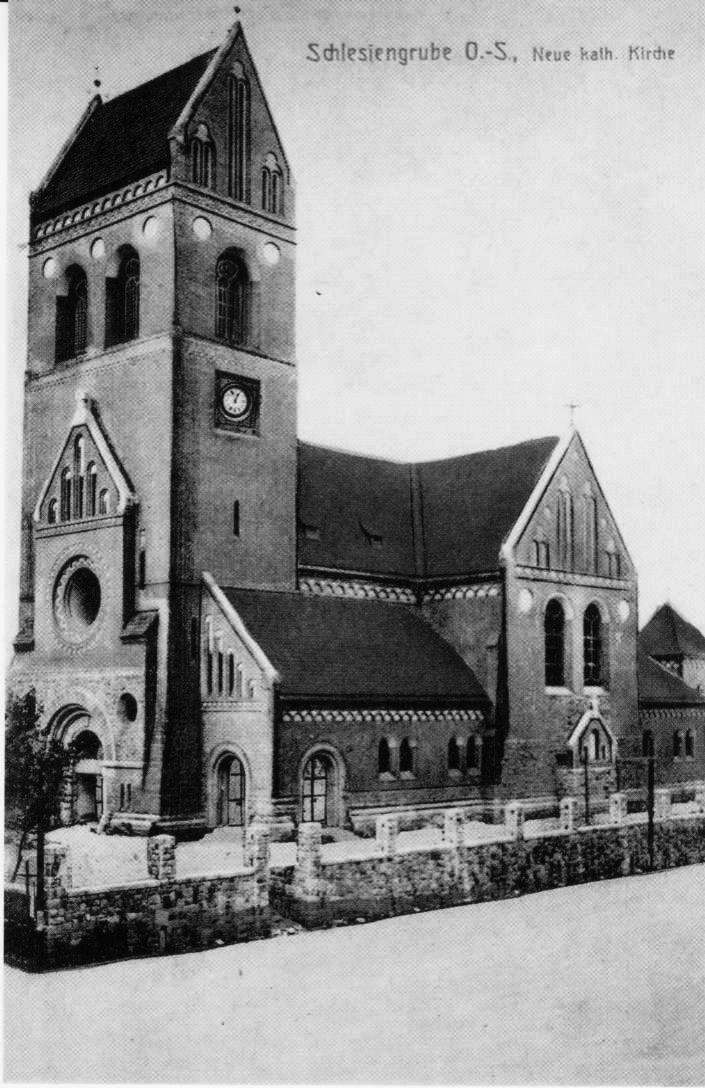
Schlesiengrube O.S., Neue Katholische Kirche

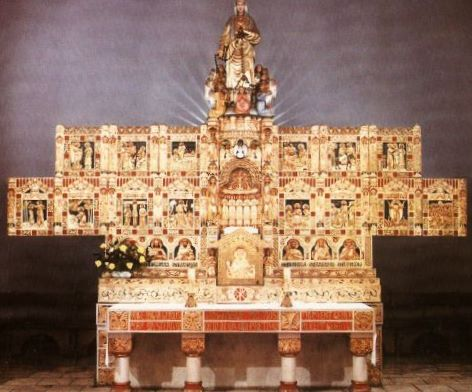
Hochaltar

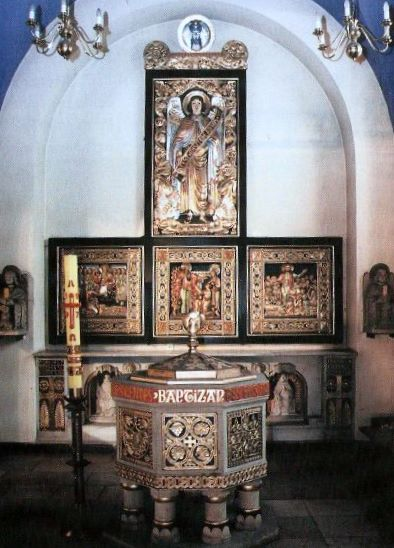
Taufkapelle

Das Dorf Chropaczow wurde 1852 Teil der neu gegründeten Parochie St. Barbara in Königshütte. Bis dahin hatte es der Beuthener Magdalenenpfarrei angehört. 1872 wurde der Nachbarort Lipine Chropaczows Pfarrort. Chropaczow entwickelte sich im 19. Jahrhundert rasch zu einem Industrieort und erst 1904 wurde beschlossen, für die 10.500 örtlichen Katholiken eine eigene Kirche zu bauen. Bis dahin standen den Gläubigen nur zwei Kapellen zur Verfügung. Max Giemsa aus Kattowitz lieferte den Entwurf für die neue Kirche, die Filiale von Lipine werden sollte. 1910 wurden die Bauarbeiten im mittlerweile in Schlesiengrube umbenannten Chropaczow begonnen. Der Untergrund war jedoch aufgrund des Steinkohleabbaus instabil, so dass man das Gebäude mit umfangreichen Betonfundamenten ausstatten musste. 1912 wurde der Backsteinbau für 420.000 Mark fertiggestellt und 1913 konsekriert. Schließlich wurde am 11. März 1921 die 11.500-Seelen-Gemeinde vom Breslauer Erzbischof Adolf Bertram zur selbstständigen Pfarrei erhoben. 1922 fiel der Ort an Polen. 1929 wurde das Pfarrhaus fertiggestellt. Aufgrund von Bergschäden, die trotz der aufwendigen Fundamente bereits 1930 erstmals zu Tage getreten waren, ließ das Stadtbauamt die Kirche 1962 schließen, ohne Ersatzräumlichkeiten zur Verfügung zu stellen. 1964 wurde eine Notkirche errichtet. Am 15. Juni 1975 brannte dieses Behelfs-Kirchlein mitsamt der dorthin verlegten Orgel der alten Kirche aus, wurde aber noch im selben Jahr wiederhergestellt. Die Stilllegung des Kohleschachtes Śląsk I ermöglichte es der Gemeinde die vom Abriss bedrohte Kirche wieder der alten Nutzung zuzuführen. 1980 wurde mit der umfangreichen Renovierung und Instandsetzung der alten Pfarrkirche begonnen, die durch das 1981 verhängte Kriegsrecht im sozialistischen Polen erschwert wurde. Heute wird der Bau wieder als Hauptkirche genutzt. 1986 wurde die gesicherte Kirche rekonziliert und 1999 neue Glocken und eine neue Orgel angeschafft.

## Architektur und Ausstattung
Auf kreuzförmigem, dreischiffigem Grundriss entstand nach Entwurf von Max Giemsa (Kattowitz) eine neoromanische Backsteinbasilika mit einem 40 m hohen, rechteckigen Frontturm. Auch im Innern erhielt die Kirche eine neoromanische Ausstattung und Wandmalereien. Für die bedeutende Innenausstattung fertigte der Bildhauer Matthias Beule den Hauptaltar in Anlehnung an den Klosterneuburger Altar, die Taufkapelle, die Kanzel und das Triumphkreuz. Die historischen Farbverglasungen wurden durch Bergschäden zerstört und bei der Renovierung durch moderne ersetzt.

## Glocken
1912 wurde bei der Glockengießerei Otto in Bremen-Hemelingen ein dreistimmiges Geläut und ein Sterbeglöckchen im Dachreiter angefertigt. Zwei Glocken wurden im Ersten Weltkrieg für Rüstungszwecke eingeschmolzen. Nach dem Krieg wurden zwei neue Glocken („d1“ 1700 kg und „g1“ 750 kg) wieder bei Otto bestellt. Mittlerweile war der östliche Teil Oberschlesiens mit Chropaczow aber an Polen gefallen, so dass sich die Bestellung bei der deutschen Firma komplizierte und die Glocken erst 1928 im Turm aufgehängt werden konnten. Im Zweiten Weltkrieg wurden wiederum alle drei Glocken beschlagnahmt. Im Turm verblieben nur zwei Schlagglocken und das Sterbeglöckchen von 1912 mit 54 kg. Schließlich wurde 1999 von der polnischen Firma Felczyński ein neues vierstimmiges Geläut mit einem Gesamtgewicht von 1660 kg gegossen.
| Nr. | Inschrift                                                                                   | Schlagton |
| --- | ------------------------------------------------------------------------------------------- | --------- |
| 1   | Najświętsza Maryja Panna – Królowa Różańcowa [Heiligste Jungfrau Maria – Rosenkranzkönigin] | fis1      |
| 2   | Święta Barbara i Święty Florian [Heilige Barbara und Heiliger Florian]                      | a1        |
| 3   | Święty Franciszek [Heiliger Franziskus]                                                     | cis2      |
| 4   | Jezu, Tobie powierzamy dzieci i młodzież [Jesus, dir vertrauen wir Kinder und Jugend an]    | fis2      |